# Esclerita (biologia)

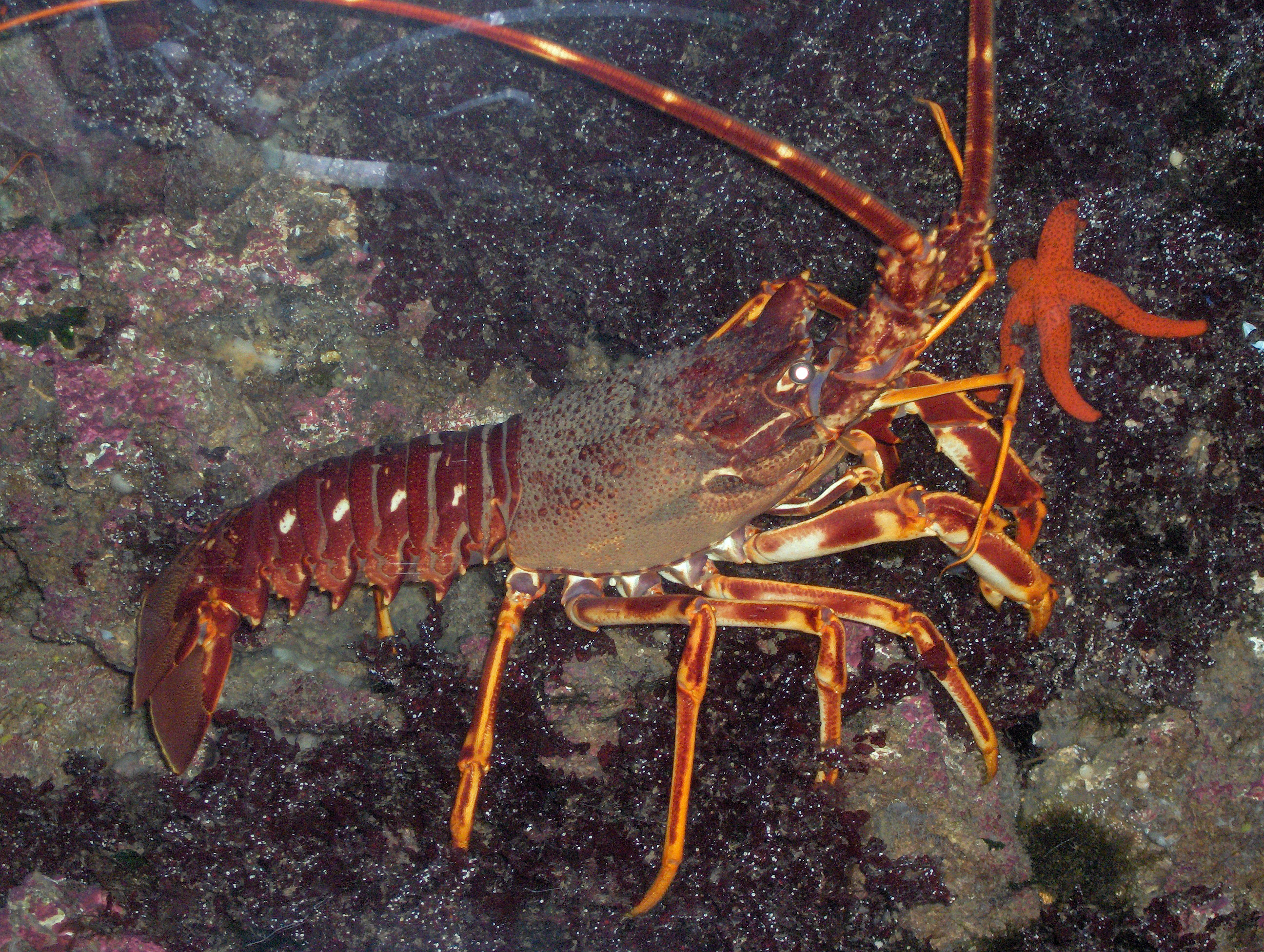
L'exoesquelet d'aquest crustaci està fet de sèries d'esclerites, connectades per articulacions flexibles.

Esclerita (terme derivat del grec: skleros, que significa 'dur') indica una part del cos dura. El terme esclerita es fa servir en diversos sectors de la biologia per a nombroses estructures, que incloguin porcions endurides de les esponges (espícules) i de l'exoesquelet dels artròpodes.

## Esclerites en els artròpodes
En els artròpodes, aquestes estructures estan constituïdes per l'encreuament de les cadenes de proteïnes a la cutícula externa dins un procés conegut com a esclerotització). L'exoesquelet dels artròpodes està dividit en nombroses esclerites, unides a regions membranoses i no esclerotitzades. La forma i la disposició de les diferents esclerites constitueixen una part rellevant de les característiques morfològiques usades en la reconstrucció de les relacions filogenètiques entre les diferents línies evolutives; les esclerites, per tant, permeten la constitució d'una sistemàtica dels artròpodes, sobretot gràcies a l'habilitat dels sistematistes a reconèixer acuradament l'homologia entre les diferents esclerites, des del moment que aquestes es poden haver perdut, fusionat juntes, dividides o modificades d'alguna manera en una línia evolutiva o una altra. Per exemple, les esclerites que formen la mandíbula dels insectes varien molt en la seva forma entre els diversos ordres d'insectes, però totes aquestes variacions són homòlogues.

## Esclerites en el Cambrià
Un ús especialitzat del terme esclerita es fa servir per a descriure estructures amb carbonat, sulfat o fosfat de calci presents en nombrosos animals del període Cambrià inferior. Aquests fòssils es coneixen com la petita fauna dura; semblen representar elements d'una armadura externa més que no pas elements estructurals (com passa, en canvi, en les esponges). Per exemple, es troben esclerites en animals primitius com els anomenats Chanchelloria, Wiwaxia, Microdictyon, Halkieria i, el que probablement és un mol·lusc, Tommotia.

## Esclerites en els mol·luscs actuals?
Hi ha una hipòtesi sobre el fet que les esclerites dels Wiwaxia serien homòlogues a les quetes dels anèl·lids (Butterfield, 1990). A més, almenys un mol·lusc actual gastròpode que habita al mar profund a la vora de les surgències hidrotermals té una estructura composta de sulfits de ferro (Bengtson e Warén, 2003); aquestes estructures són molt similars a les esclerites dels animals del Cambrià, però probablement no són estructures homòlogues.